# Мога (деревня)
Мога — деревня в Катангском районе Иркутской области

## География
Деревня стоит на реке Нижняя Тунгуска.

## Население
По данным Всероссийской переписи населения 2010 года население НП составило 5 человек, из них 5
мужчин и нет женщин

## Власть
Деревня в административном плане относится к Преображенскому муниципальному образованию Катангского района
Иркутской области.